# جیمز پی باگیان

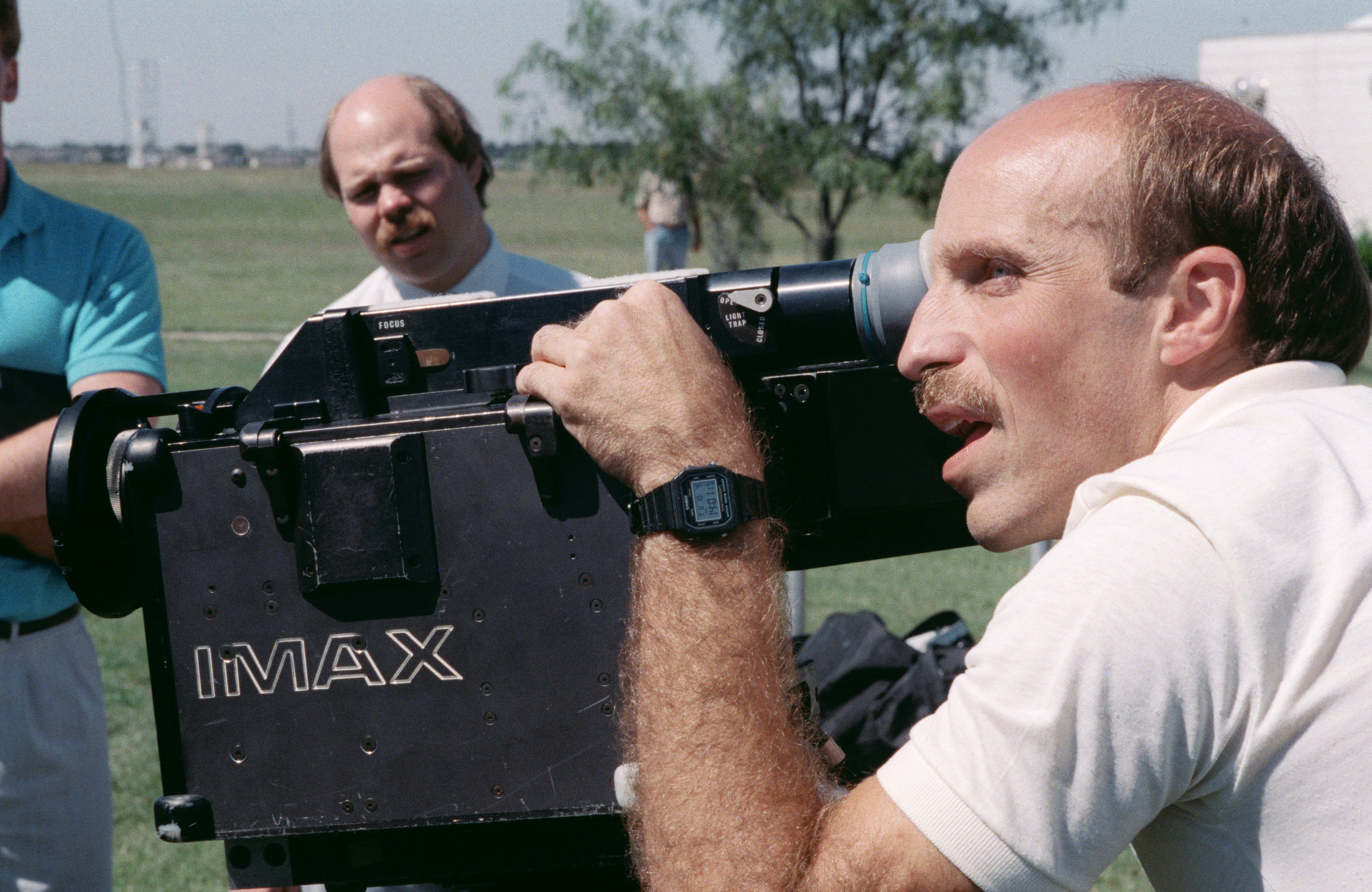

جیمز فیلیپ باگیان (ارمنی: Ջեյմս Ֆիլիպ Բաղյան؛ انگلیسی: James Philip Bagian جیمز فیلیپ باقیان) پزشک، مهندس، و فضانورد سابق ناسا ارمنی‌تبار آمریکایی است.
باگیان تاکنون اولین و تنها فضانورد ارمنی‌تباری می‌باشد که به فضا سفر نموده است.
در طول دوران حرفه ای خود به عنوان فضانورد، او ۳۳۷ ساعت پرواز فضایی را طی دو مأموریت اس‌تی‌اس-۲۹، اس‌تی‌اس-۴۰ ثبت کرد. باگیان پس از ترک ناسا در سال ۱۹۹۵ به عضویت انستیتوی پزشکی انتخاب شد. او همچنین در سال ۲۰۰۰ به دلیل ادغام دانش مهندسی و پزشکی در برنامه‌های کاربردی در سیستم‌های هوافضا، فناوری زیست‌محیطی و ایمنی بیمار به عنوان عضو آکادمی ملی مهندسی انتخاب شد. باگیان در حال حاضر مدیر مرکز مهندسی مراقبت‌های بهداشتی و ایمنی بیمار در دانشگاه میشیگان است.

## تحصیلات
باگیان در سال ۱۹۶۹ از دبیرستان مرکزی در فیلادلفیا، پنسیلوانیا فارغ‌التحصیل شد. در سال ۱۹۷۳ مدرک لیسانس خود را در رشته مهندسی مکانیک از دانشگاه درکسل دریافت کرد و مدرک دکترای پزشکی را از دانشگاه توماس جفرسون در سال ۱۹۷۷ دریافت کرد.

## تجربیات
باگیان در سال ۱۹۷۳ به عنوان مهندس فرایند برای شرکت 3M در بریستول، پنسیلوانیا، و بعداً به عنوان مهندس مکانیک در مرکز آزمایش هوایی نیروی دریایی ایالات متحده در رودخانه پاتوکسنت، مریلند، از سال ۱۹۷۶ تا ۱۹۷۸ کار کرد و همزمان به ادامه تحصیل در زمینه پزشکی اش پرداخت. باگیان پس از فارغ‌التحصیلی از دانشگاه توماس جفرسون در سال ۱۹۷۷، یک سال رزیدنتی جراحی عمومی را در مرکز پزشکی گیزینگر در دانویل، پنسیلوانیا به پایان رساند. او متعاقباً در سال ۱۹۷۸ به عنوان جراح پرواز و افسر پزشکی تحقیقاتی در مرکز فضایی لیندون بی. جانسون مشغول به کار شد، در حالی که همزمان تحصیلات خود را در دانشکده پزشکی هوافضا USAF در سن آنتونیو، تگزاس به پایان رساند، جایی که برای اولین بار در کلاس جراحان پرواز خود فارغ‌التحصیل شد.
او در حال تکمیل دوره رزیدنتی در رشته بیهوشی در دانشگاه پنسیلوانیا بود که ناسا او را برای برنامه کاندیدای فضانوردی انتخاب کرد. باگیان گواهینامه مهندسین حرفه ای خود را در سال ۱۹۸۶ دریافت کرد و در سال ۱۹۸۷ توسط کالج پزشکی پیشگیرانه آمریکا گواهینامه پزشکی هوافضا را دریافت کرد. از سال ۱۹۸۱، باگیان در جامعه امداد و نجات کوهستان فعال بوده و به عنوان عضوی از پروژه تحقیقاتی پزشکی دنالی خدمت کرده است. در کوه مک کینلی او در این مدت مربی تکنیک‌های نجات برف و یخ در کوه هود بوده است.
باگیان یک سرهنگ در نیروهای ذخیره نیروی هوایی ایالات متحده است و جراح پرواز نجات ۹۳۹ بال نجات هوایی است. او یک چترباز سقوط آزاد واجد شرایط USAF است، دارای گواهینامه خلبانی خصوصی است و بیش از ۱۵۰۰ ساعت زمان پرواز را با هواپیماهای پروانه و جت، هلیکوپترها و گلایدرها ثبت کرده است.

## تجربیات حضور در ناسا
باگیان در ژوئیه ۱۹۸۰ فضانورد ناسا شد. او هم در برنامه‌ریزی و هم در ارائه خدمات فوریت‌های پزشکی و امداد و نجات برای شش پرواز اول شاتل شرکت کرد. او به عنوان هماهنگ‌کننده دفتر فضانوردی برای نرم‌افزار محموله شاتل فضایی و تجهیزات خدمه، و همچنین پشتیبانی از توسعه انواع محموله‌ها و مشارکت در تأیید نرم‌افزار پرواز شاتل فضایی، خدمت کرد. باگیان در سال ۱۹۸۶ به عنوان بازپرس هیئت تصادف 51-L خدمت کرد. او مسئول برنامه توسعه و اجرای لباس فشار مورد استفاده برای فرار خدمه و سایر تجهیزات بقای دیگر خدمه برای استفاده در ماموریت‌های آینده شاتل بود و مسئول برنامه‌ریزی و اجرای جستجو و نجات شاتل برای دفتر فضانوردی است. باگیان یکی از اعضای هیئت بازبینی مرکز تحقیقاتی نگهداری حیوانات در مقر ناسا بود. وی مقالات علمی متعددی در زمینه عوامل انسانی، محیط زیست و پزشکی هوافضا تألیف کرده است. باگیان کهنه‌کار دو پرواز فضایی (STS-29 در سال ۱۹۸۹ و STS-40 در سال ۱۹۹۱)، بیش از ۳۳۷ ساعت در فضا به ثبت رسانده است. در سال ۲۰۰۳ باگیان به عنوان جراح ارشد پرواز و مشاور پزشکی برای هیئت بررسی سانحه کلمبیا خدمت کرد و در حال حاضر به عنوان عضوی از پانل مشاوره ایمنی هوافضای ناسا خدمت می‌کند.

## STS-29
باگیان برای اولین بار در ۱۳ مارس ۱۹۸۹ با خدمه STS-29، که از مرکز فضایی کندی، فلوریدا، روی مدارگرد دیسکاوری پرتاب شد، پرواز کرد. در طی این مأموریت پنج روزه بسیار موفق، خدمه یک ماهواره ردیابی و رله داده را مستقر کردند. آزمایش‌های ثانویه متعددی از جمله آزمایش رادیاتور ایستگاه فضایی - لوله حرارتی، دو آزمایش دانشجویی، آزمایش رشد کریستال پروتئین و آزمایش کروموزوم و تقسیم سلولی گیاهی انجام داد. باگیان محقق اصلی بود و هدف تکمیلی تفصیلی ۴۷۰ را انجام داد. استفاده از داپلر ترانس کرانیال، تغییرات جریان خون مغزی و ارتباط آن با سندرم سازگاری فضایی (SAS) و بیماری حرکتی فضایی (SMS). خدمه بیش از ۳۰۰۰ عکس از زمین با استفاده از چندین نوع دوربین از جمله دوربین فیلمبرداری ۷۰ میلی‌متری IMAX گرفتند. مدت مأموریت ۸۰ مدار بود و با فرود در پایگاه نیروی هوایی ادواردز، کالیفرنیا، در ۱۸ مارس ۱۹۸۹ به پایان رسید. با تکمیل این مأموریت، او بیش از ۱۱۹ ساعت در فضا وارد شد.

## STS-40
باگیان به عنوان متخصص مأموریت اصلی در خدمه STS-40 Spacelab Life Sciences، اولین مأموریت اختصاصی فضایی و علوم زیستی، که از مرکز فضایی کندی، فلوریدا، در ۵ ژوئن ۱۹۹۱ پرتاب شد، خدمت کرد. مأموریت یک روزه که طی آن اعضای خدمه آزمایش‌هایی را انجام دادند که چگونگی واکنش قلب، رگ‌های خونی، ریه‌ها، کلیه‌ها و غدد ترشح‌کننده هورمون به گرانش میکرو، علل بیماری فضایی، و تغییرات ماهیچه‌ها، استخوان‌ها و سلول‌ها را که در انسان در طول زمان رخ می‌دهد، بررسی کردند. پرواز فضایی. محموله‌های دیگر شامل آزمایش‌هایی بود که برای بررسی علم مواد، زیست‌شناسی گیاهان و تشعشعات کیهانی طراحی شده بودند. علاوه بر فعالیت‌های محموله برنامه‌ریزی‌شده در STS-40، باگیان در ابداع و اجرای روش‌های تعمیر برای سخت‌افزار آزمایشی نادرست که اجازه می‌دهد تمام اهداف علمی برنامه‌ریزی‌شده با موفقیت انجام شود، شخصاً موفق بود. پس از ۱۴۶ گردش در مدار زمین، کلمبیا و خدمه اش در ۱۴ ژوئن ۱۹۹۱ در پایگاه نیروی هوایی ادواردز، کالیفرنیا فرود آمدند. تکمیل این پرواز باعث شد او ۲۱۸ ساعت دیگر در فضا بماند.

## پس از ناسا
باگیان در سال ۱۹۹۵ ناسا را ترک کرد. او به عضویت آکادمی ملی مهندسی و انستیتوی پزشکی انتخاب شد. باگیان مدیر ارشد ایمنی بیمار اداره بهداشت جانبازان (VHA) و مدیر مرکز ملی ایمنی بیمار VA بود. باگیان اولین و مؤسس مرکز ملی ایمنی بیمار VA و به عنوان اولین افسر ارشد ایمنی بیمار در بخش امور جانبازان بود که در آنجا ابزارها و برنامه‌های مرتبط با ایمنی بیمار متعددی را توسعه داد که در سطح ملی و بین‌المللی پذیرفته شده‌اند. باگیان در حال حاضر مدیر مرکز مهندسی مراقبت‌های بهداشتی و ایمنی بیمار در دانشگاه میشیگان است و در حال حاضر استاد دانشگاه میشیگان در بخش بیهوشی و دانشکده مهندسی است.